# Razlog
Razlog (bulharsky Разлог) je město ležící v jihozápadním Bulharsku, uprostřed Razložské kotliny oddělující tři pohoří: Rila, Pirin a Rodopy. Je správním střediskem stejnojmenné obštiny a má přibližně 12 tisíc obyvatel.

## Historie
První písemná zmínka o městě pod jménem Mechomija je na darovací listině, kterou vydal byzantský císař Basileios II. v roce 1019. Etymologie jména je nejasná, nicméně je thráckého původu. Koncem 14. století se město stalo součástí Osmanské říše.
V 19. století zde žilo smíšené křesťansko-muslimské obyvatelstvo. Při sčítání v roce 1873, jehož výsledky byly publikovány o pět let později, bylo zaznamenáno 405 domácností, 650 bulharských křesťanů a 450 Pomaků, přičemž se sčítala pouze mužská populace. Podle Vasila Kănčova tu v roce 1900 žilo 3 200 bulharských křesťanů, 1 460 Pomaků, 80 Turků, 30 Arumunů a 200 Cikánů. V průběhu Ilindenského povstání bylo tureckými vojsky vypáleno 200 křesťanských domů a pobito 45 jejich obyvatel. V důsledku toho mnoho Bulharů uprchlo do Bulharska. To začlenilo město do svého území během první balkánské války v roce 1912. Současný název nese od roku 1925.

## Obyvatelstvo
K 15. září 2024 ve městě žilo 12 207 obyvatel a bylo zde trvale hlášeno 12 886 obyvatel. Podle sčítání 1. února 2011 bylo národnostní složení následující:
- Bulhaři: 18 694 (95.3 %)
- Romové: 834 (4.3 %)
- Turci: 21 (0.1 %)
- ostatní[p 2]: 64 (0.3 %)

## Hospodářství
Ve městě působí podniky lehkého a potravinářského průmyslu: výroba nábytku, elektrotechniky a mlékárna.